# Foolad Football Club
O Foolad Khuzestan Football Club é clube de futebol com sede em Ahvaz no Irã. Disputa a Iran Pro League, equivalente a primeira divisão nacional.

## Títulos
- Iran Pro League: 2004–05 e 2013–14